# 山村辰雄
山村 辰雄（やまむら たつお、1903年 - 1974年12月2日）は広島県呉市出身の日本のヤクザ、実業家。山村組組長。初代共政会会長。大栄産業代表取締役社長。1968年高額納税者公示制度、いわゆる長者番付で全国５位の会社社長は山村を指す。

## 略歴

### 呉・山村組結成
1903年（明治36年）広島県呉市に生まれる。18歳で呉市の酒梅組系博徒・小早川静馬の盃をもらい、渡世入りを果たす。その後、阪神方面を流浪し浪速造船所の工員となる。1944年（昭和19年）、故郷の呉に戻る。
1946年（昭和21年）42歳のとき、呉の顔役である海生逸一の資金援助を受けて「土建業山村組」を立ち上げる。海掃事業に乗り出すかたわら、博徒組織としても活動を始める。主筋を持たない小さな博徒組織や愚連隊などが組員として集められた。若頭・佐々木哲彦をはじめ、山本信二、大段茂、野間範男、鼻万三、新居勝巳、樋上実などみな一匹狼の博奕打ちか、チンピラのようなものであった。企業活動は順調で経済基盤は徐々に拡大した。事業の追い風に乗って博徒組織としても上向き調子であった。ライバル土岡組幹部・大西政寛を籠絡し、ついには土岡博を殺害。呉の裏社会を牛耳るようになる。
若頭・佐々木哲彦の造反により引退に追い込まれるも、小原組組員・門広一派による佐々木哲彦殺害により復権を果たす。以降呉は山村組が、広、阿賀は小原組が仕切ることとなる。

### 広島・山村組の誕生
1962年（昭和37年）5月　広島の岡敏夫が引退を表明、後継者に山村辰雄を指名する。

### 逮捕・そして晩年
昭和39年5月　山村組が中心となって連合組織「政治結社共政会」が発足する。初代会長に山村辰雄が就任するが、その地位は1年程しか持たなかった。昭和40年6月9日　弁護士を伴って広島東署を訪れ「引退」を表明する。しかし、会長の座を退いた後も山村は隠然たる影響力を持ち続け、完全にヤクザ社会から退いたわけではなかった。山村が完全に身を引いたのは昭和42年ころであった。
昭和49年12月2日、死去。71歳没。

## 関連映画
- 深作欣二監督『仁義なき戦い』（1973年、東映）山守義雄（金子信雄）